# Итоигава
Итоигава (яп. 糸魚川市 Итоигава-си) — город в Японии, расположенный в юго-западной части префектуры Ниигата. Основан 1 июня 1954 года путём объединения посёлка Итоигава и сёл Урамото, Симохаякава, Камихаякава, Яматогава, Нисиуми, Оно, Нети, Отаки. 1 апреля 2005 года в состав города вошли посёлки Но и Оми уезда Нисикубири.
Площадь города составляет 746,24 км², население — 45 220 человек (1 августа 2014), плотность населения — 60,60 чел./км².